# Янгхазбанд, Фил
Фи́лип Джеймс Пле́йсер Янгха́збанд (англ. Philip James Placer Younghusband; 4 августа 1987, Ашфорд) — английский и филиппинский футболист, нападающий. Рекордсмен по числу игр и голов за сборную Филиппин.

## Карьера

### Клубная
Братья Янгхазбанды являются воспитанниками футбольной академии «Челси». Фил начинал играть на позиции нападающего. В сезоне 2003/04 он стал лучшим бомбардиром юношеской команды «Челси», а в 2004/05 лучшим бомбардиром молодёжной команды. В сезоне 2005/06 сыграл 21 матч и забил 5 голов за резерв «Челси». В августе 2007 года был отдан в аренду в клуб датской Суперлиги «Эсбьерг», однако ни одного матча за эту команду так и не провёл. Летом 2008 года контракт Янгхазбанда с «Челси» истёк, и он уехал на Филиппины.

### В сборной
В 2005 году был приглашён в молодёжную сборную Филиппин. 12 ноября 2006 года в матче со сборной Лаоса (1:2) дебютировал в национальной команде, а уже через два дня отличился четырьмя голами в ворота сборной Восточного Тимора. В 2010 году вместе со сборной пробился в полуфинал чемпионата АСЕАН. С 50 голами является лучшим бомбардиром в истории филиппинской сборной.

## Личная жизнь
Родился в семье английского бухгалтера Филипа Янгхазбанда и филиппинки Сьюзен Плейсер. Старший брат Фила — Джеймс — также выступает за сборную Филиппин. В 2010 году братья Янгхазбанды открыли в Маниле свою футбольную школу.